# Leutolahti
Leutolahti är en del av sjön Muddusjärvi i Finland.   Den ligger i landskapet Lappland, i den norra delen av landet, 1 000 km norr om huvudstaden Helsingfors. Leutolahti ligger 200 meter över havet.